# Rappeneck
De Rappeneck is een berg in de deelstaat Baden-Württemberg, Duitsland. De berg heeft een hoogte van 1.010 meter en is gelegen in het Zwarte Woud.